# Estación de autobuses de La Línea de la Concepción
La Estación de autobuses de La Línea de la Concepción (Provincia de Cádiz, Andalucía, España) es la terminal de los servicios regulares de autobuses de esta ciudad, y su principal nodo de transportes. Está gestionada por la empresa CTSA-Portillo.
Se encuentra en la Plaza de Europa, intersección de la avenida de Europa con la calle Focona, y a 300 metros del control aduanero y policial para acceder a Gibraltar.

## Autobuses de media y larga distancia
Las siguientes empresas de transporte regular operan en la estación, ofreciendo los trayectos indicados:
| Grupo Avanza (Movility ADO) | Grupo Avanza (Movility ADO)                                                                           | Grupo Avanza (Movility ADO)           |
| Id.                         | Recorrido                                                                                             | Observaciones                         |
| --------------------------- | --- | ------------------------------------- |
| M-230                       | San Roque - La Línea                                                                                  | por Hospital                          |
| M-240                       | Estepona - La Línea                                                                                   |                                       |
| 313                         | Málaga - La Línea - Algeciras                                                                         |                                       |
| 526                         | Algeciras - La Línea - Estepona - San Pedro - Marbella - Fuengirola - Torremolinos - Málaga - Córdoba | parada en Lucena y Montilla (Córdoba) |
| 610                         | Málaga - Aeropuerto - Marbella - San Pedro - Estepona - La Línea                                      |                                       |
| 611                         | Málaga - Aeropuerto - Marbella - San Pedro - Estepona - La Línea - Algeciras                          |                                       |
| 617                         | Málaga - Aeropuerto - Marbella - San Pedro - Estepona - La Línea - Algeciras                          | Multimedia (Plus)                     |

| Transportes Generales Comes | Transportes Generales Comes                                                         | Transportes Generales Comes                                  |
| Id.                         | Recorrido                                                                           | Observaciones                                                |
| --------------------------- | ----------------------------------------------------------------------------------- | ------------------------------------------------------------ |
| 309                         | La Línea - Algeciras - Tarifa - Puerto Real - Sevilla (Est. Prado de San Sebastián) | La parada de Tahivilla se efectúa frente a la venta Apolo XI |
| 902                         | La Línea - Algeciras - Tarifa - San Fernando - Cádiz                                | La parada de Tahivilla se efectúa frente a la venta Apolo XI |

| Alsa                                                       |
| Recorrido                                                  |
| ---------------------------------------------------------- |
| La Línea - Córdoba                                         |
| La Línea - Murcia - Alicante - Valencia - Barcelona (Nord) |

| Interbus | Interbus                                              |
| Id.      | Recorrido                                             |
| -------- | ----------------------------------------------------- |
| VAC-232  | Madrid (Estación Sur) - Málaga - La Línea - Algeciras |

## Autobuses metropolitanos
La estación de autobuses de La Línea de la Concepción está situada, al igual que todo el término municipal, en la zona B dentro de la división tarifaria del Consorcio. Las líneas de transporte metropolitanas con terminal en esta estación son seis:
| Id.   | Denominación                                                         | Empresa                                                   |
| ----- | -------------------------------------------------------------------- | --------------------------------------------------------- |
| M-120 | Algeciras - La Línea                                                 | Transportes Generales Comes                               |
| M-121 | Los Barrios - La Línea                                               | Transportes Generales Comes                               |
| M-230 | San Roque - La Línea                                                 | Transportes Generales Comes y Grupo Avanza (Movility ADO) |
| M-240 | Estepona - La Línea                                                  | Grupo Avanza (Movility ADO)                               |
| M-260 | La Línea - Tahivilla (Plaza de la Constitución)                      | Transportes Generales Comes                               |
| M-271 | Tesorillo - La Línea                                                 | Transportes Generales Comes                               |
| M-272 | San Pablo - Jimena - Castellar- Puente Mayorga - Hospital - La Línea | Transportes Generales Comes                               |

## Conexión con el autobús urbano
Desde 2018, en el exterior de la estación de autobús solamente para la línea 3 en dirección a Centro Ciudad.
| Parada: Pza. Europa - Est. de Autobús (65) | Parada: Pza. Europa - Est. de Autobús (65)                                    |
| Línea                                      | Trayecto                                                                      |
| ------------------------------------------ | ----------------------------------------------------------------------------- |
| 3 A                                        | Santa Margarita - Zabal - Hospital (Urgencias) - Centro Ciudad                |
| 3 B                                        | La Alcaidesa - Santa Margarita - Zabal - Hospital (Urgencias) - Centro Ciudad |

A 500 metros de la Estación, se encuentra la parada principal del transporte urbano de la ciudad, donde efectúan parada todas las líneas del servicio urbano de la ciudad:
| Parada: Plaza de la Constitución - Centro Ciudad (1) | Parada: Plaza de la Constitución - Centro Ciudad (1)                   |
| Línea                                                | Trayecto                                                               |
| ---------------------------------------------------- | ---------------------------------------------------------------------- |
| 1                                                    | Centro - La Atunara - Hospital (C/ Gabriel Miró)                       |
| 2                                                    | Centro - Junquillos - Hospital (Urgencias)                             |
| 3 A                                                  | Centro - Hospital (Urgencias) - Zabal - Santa Margarita                |
| 3 B                                                  | Centro - Hospital (Urgencias) - Zabal - Santa Margarita - La Alcaidesa |